# Callispini
Tribu
Les Callispini sont une tribu de cassides. 

## Genres
- Amblispa Baly, 1858
- Callispa Baly, 1858
- Echinocallispa Zhang et al., 1994
- Hispodonta Baly, 1858
- Pseudocallispa Uhmann, 1930-1932